# Cornelius Jansen (1822-1894)
Pour les articles homonymes, voir Cornelius Jansen et Jansen.
Cornelius Jansen (né le 2 juillet 1822 à Tiegenhof et mort en 1894) était un négociant en céréales et un chef de file de l'émigration mennonite de Russie vers les États des Prairies américaines et canadiennes au XIXe siècle. Parfois appelé "le Moïse" de la « terre promise » américaine, il initia un mouvement migratoire d'une ampleur bien au-delà de ses prévisions.

## Biographie
Jansen, Cornelius est né à Tiegenhof, en Prusse occidentale, le 2 juillet 1822. Il est le fils de Daniel Janzen (né en 1795) et d'Anna (Buhler) Janzen (20 juillet 1797, Petershagenfeld, Prusse occidentale - vers 1832). 
Il a perdu sa mère à l'âge de dix ans, puis a vécu avec son oncle Gerhard Penner, ancien de la congrégation Heubuden, qui l'a aidé dans sa formation de négociant en céréales. Sa famille a immigré à Berdyansk, en Russie, puis est retournée à Schidlitz, une banlieue de Dantzig en 1852. Lui retourna à Berdyansk en 1856 et travailla comme courtier, expédiant des céréales en Angleterre puis fut le fondateur et pendant de nombreuses années le représentant du consulat prussien à Berdyansk. 
Grâce à ses relations commerciales anglaises, Jansen introduisit des machines de récolte et de battage anglaises chez les Mennonites russes qui lui fournissaient du grain. Lui et ses enfants ont pu apprendre l'anglais. Jansen préféra la Russie à la Prusse en raison de la plus grande liberté économique et sociale de la Russie, mais il se méfiait du gouvernement russe et choisit de conserver sa citoyenneté prussienne.
Au début des années 1870, lorsque les mennonites se sentirent menacés par la nouvelle loi sur la conscription, Jansen fut un leader de la cause de l'immigration en Amérique et rencontra les autorités consulaires canadiennes puis américaines. 
Il fut par la suite banni de Russie le 26 mai 1873. Après avoir rendu visite à des amis prussiens et quakers En Angleterre, il arriva avec sa famille à Berlin (aujourd'hui Kitchener), en Ontario, le 13 août 1873. Ils déménagèrent à Mount Pleasant, Iowa, en 1874, puis à leur résidence permanente à Beatrice, Nebraska, en 1876, lieu de l'église fondée par les immigrants de Russie sous la direction d'Andreas.
Aux États-Unis, Cornelius Jansen et son fils Peter ont demandé la permission d'installer les mennonites russes, en aidant les immigrants à trouver de nouvelles maisons. Il a également influencé ses amis quakers à donner une aide financière aux colons les plus pauvres. Il était également un croisé actif pour la tempérance en Europe et en Amérique. 
D'autres mennonites de Russie ou d'Ukraine ont quitté leur pays dans les années 1920, comme ceux des colonies mennonites du Terek, pour le Canada ou le Territoire du Dakota.